# Draconarius streptus
Draconarius streptus är en spindelart som först beskrevs av Zhu och Wang 1994.  Draconarius streptus ingår i släktet Draconarius och familjen mörkerspindlar. Inga underarter finns listade i Catalogue of Life.